# Арно (река)
А́рно (итал. Arno, лат. Arnus) — река в Италии, впадает в Лигурийское море, протекает по территории провинций Ареццо, Флоренция и Пиза в области Тоскана.
Протяжённость реки составляет 241 км, площадь водосборного бассейна — 8247 км². Средний расход воды 138 м³/с. Исток Арно находится в Тоскано-Эмилианских Апеннинах; до города Флоренция протекает в узкой долине, далее — по холмистой равнине через город Эмполи. Впадает в Лигурийское море у города Пиза.
Во времена Античности в долине реки находились обширные Клузийские болота, через которые свой обходной манёвр совершил Ганнибал Барка во время своей кампании в Италии.
Известно несколько крупных наводнений на реке, особенно известно наводнение в ноябре 1966 года, когда жертвами стали около 40 человек, и был нанесён значительный ущерб Флоренции.
В 1503 году Леонардо да Винчи по заказу Флоренции начал разрабатывать план взятия Пизы путём изменения русла Арно. Изучая геологию долины реки и слои окаменелостей, обнаруженные при рытье каналов, он пришёл к выводу, что структура Земли претерпела значительную трансформацию в течение продолжительного периода времени.

## Притоки
- Сиеве — правый приток Арно.